# 狩猎博物馆
狩猎博物馆（英語：Hunting Museum）是位于蒙古国乌兰巴托的一家以狩猎为主题的博物馆。

## 简介
该博物馆以狩猎为主题，展示人类狩猎动物的文化。该博物馆位于乌兰巴托通往甘丹寺的大街上。